# إبط
الإبط (باللاتينية: Axilla) هي المنطقة الموجودة تحت المفصل الذي يربط الذراع مع الكتف. والإبط من المواقع الأربعة في الجسم، (بالإضافة إلى الفم والمستقيم وقناة الأذن)، التي يمكن من خلالها إدخال مقياس الحرارة الطبي لقياس درجة حرارة الجسم عبر وضع ميزان الحرارة بإحكام تحت الإبط لعدة دقائق. من المعروف أن دقة قياس الحرارة عبر الإبط أقل من دقتها عبر المستقيم.

## الحدود
في الإبط تمرّ حزمة أعصاب (الضفيرة العصبية المحرّكة للطّرف العلوي) وأوعية دموية (الشّريانات المغذّية للطّرف العلوي والأوردة المصرّفة له) وعقد لمفاوية (منقّية) لذا يتطلّب الحذر من الاستعمال المطوّل للعكّاز الإبطي الذي قد يضغط عليهم.

## شعر الإبط
إن الشعر يؤدي وظيفة هامة للجسم بما يقوم به من مساعدته على التنفس وطرح الغازات المتراكمة فيه، أما الإبط فبما أنه كثير التعرق وحيث أنه أقل تعرضاً للهواء من غيره من المناطق ولذلك كثيراً ما يؤدي هذا العرق المندفع بسبب ما فيه من مواد إلى تعفنات وتخرشات وتولد الجراثيم. ولولا وجود الشعر تحت الإبط لتسربت هذه الجراثيم إلى الداخل وفعلت ما تفعل، غير أن الشعر بما يقوم من الدفع المتواصل للغازات المتراكمة في الجلد إلى خارج الجسم يحول بسبب هذا دون تسرب العرق وما فيه من السموم إلى الجسم وقد ندب الشارع إلى نتف شعر الإبط بين فترة وأخرى والاستحمام دوريآ لئلا تتراكم عليه المواد المندفعة مع العرق فتسبب تلك التعفنات مع العلم أن البقية الباقية تحت الجلد وهي المسماة ببصلة الشعرة تؤدي نفس الوظيفة التي تؤديها الشعرة في عدم السماح بدخول العرق وغيره من المواد الغريبة إلى الجسم.

## الأمراض
- دمل تحت منطقه الإبط
- عرق زائد من منطقة الإبط
- أسوداد تحت الإبط
- المناطق الغامقة تحت الإبط
- سعفة الإبط

## الدغدغة
عادة ما يمثل الإبط منطقة خاصة بالدغدغة عند البشر، ومن المحتمل أن السبب في ذلك هو لاحتواء الإبط على عدد من الأعصاب. قد يبغض بعض الأفراد هذه المنطقة على وجه التحديد عند تعرضهم للدغدغة.

## شعر الإبط
عادة ما يبدأ نمو شعر الإبط عند إناث وذكور البشر اعتباراً من البلوغ.
من الشائع في بعض الثقافات إزالة الأفراد لشعر الإبط. ينظر البعض لهذه الممارسة على أنها شأن جمالي، بينما يعتبر آخرون إزالة شعر الإبط مسألة ترتبط بمخاوف صحية وقد يزيله آخرون لأسباب ذو طابع عملي بحت مثل تقليل الاحتكاك عند ممارسة رياضات مثل السباحة. يجب القيام بالحلاقة بصورة دورية نتيجة نمو شعر الإبط بسرعة أو قد تظهر جذامة في الإبط.
يقوم بعض المنتمين من النساء للحركة النسوية بفرعها الغربي وسابقاً ضمن الثقافة الهيبية وبعض المنخرطين في المشهد الثقافي للبانك روك بإبقاء شعر إبطيهم لأسباب كثيرة تختلف من فرد إلى آخر، فتتراوح الأسباب من التظاهر والاعتراض على قواعد وأعراف المجتمع الذي يضع للمرأة معايير وصفات جمالية معينة أو لإظهار المساواة بين الذكر والأنثى أو بسبب شعور النساء بارتياح ذاتي أكبر عند عدم الحلاقة.
- إبط محلوق
- إبط لم يحلق

## معرض الصور

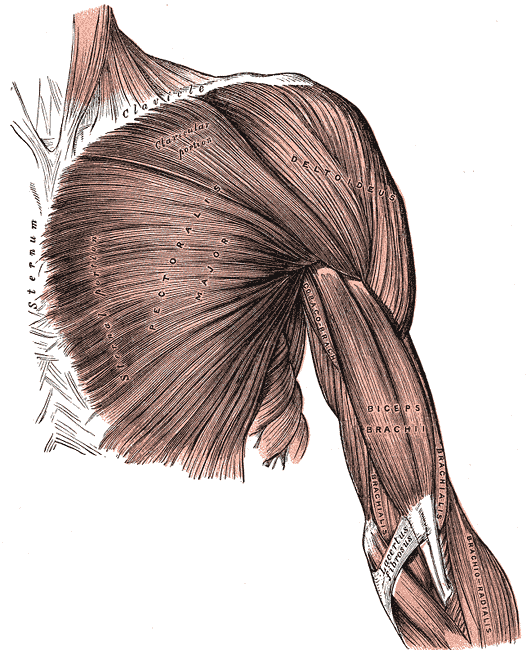
العضلات السطحية للصدر والجهة الأمامية من الذراع.
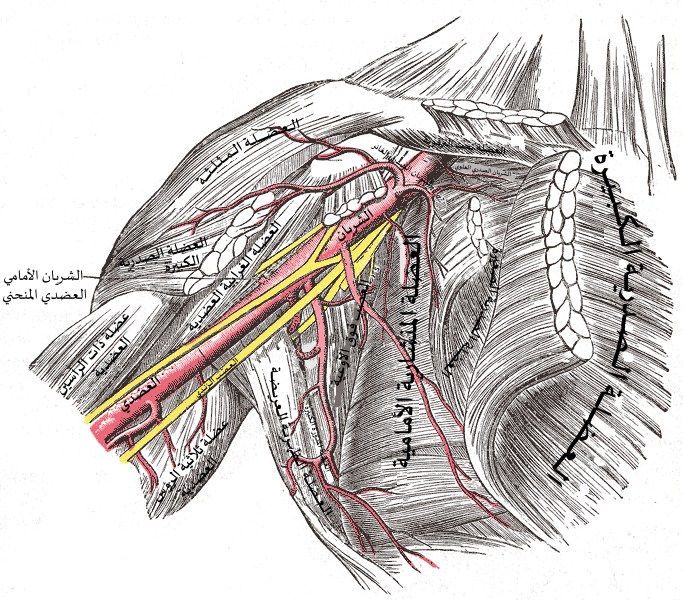
الشريان الإبطي و فروعه - مشهد أمامي للطرف العلوي الأيمن وللصدر.
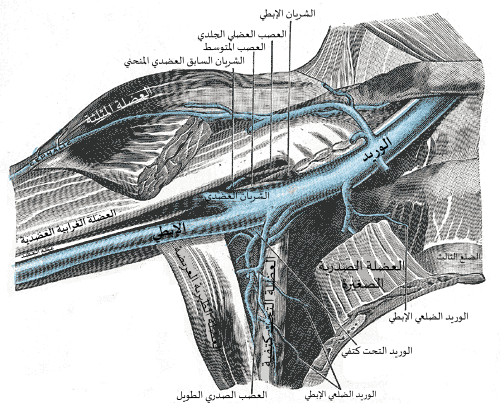
أوردة الإبط الأيمن، مشهد من الأمام.
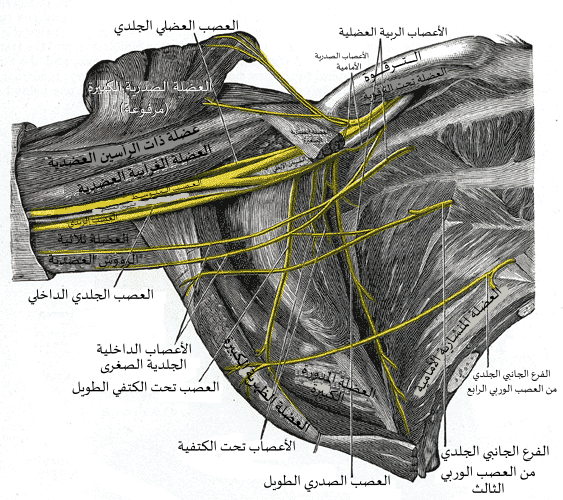
الضفيرة الذراعية اليمنى (قسم تحت الترقوة) في الحفرة الأبطية - مشهد من الأسفل ومن الأمام.
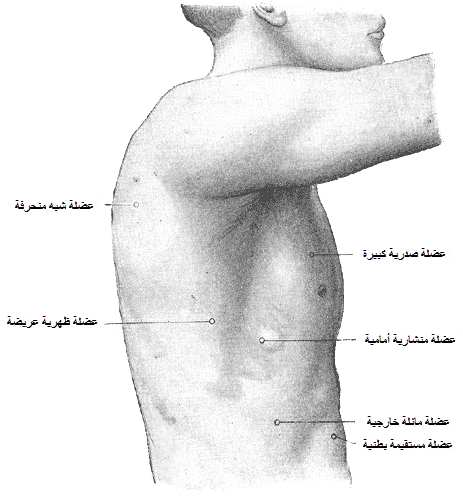
الجانب الأيسر من الصدر.